# Князєва Ольга Миколаївна
Ольга Миколаївна Князєва (9 серпня 1954 , Казань, Татарська АРСР, РРФСР, СРСР  — 3 січня 2015 , Казань ) — радянська фехтувальниця на рапірах, олімпійська чемпіонка 1976 року, багаторазова чемпіонка світу.

## Виступи на Олімпіадах
| Олімпіада     | Дисципліна           | Місце |
| ------------- | -------------------- | ----- |
| Монреаль 1976 | індивідуальна рапіра | 9     |
| Монреаль 1976 | командна рапіра      | 1     |